# Azlocilline
L'azlocilline est un antibiotique de la famille des uréidopénicillines  (acylaminopenicilline), relativement évolué, actif contre plusieurs bacilles à Gram négatif. Semblable à la mezlocilline et à la pipéracilline, elle est employée, entre autres, contre les entérobactéries, et en combinaison avec d'autres antibiotiques, contre Pseudomonas aeruginosa (mais aussi Enterobacter, Klebsiella, Serratia) et certains germes anaérobies tels Bacteroides fragilis.

## Synthèse
Cette synthèse avec un chlorure d'acyle est l'objet des brevets : Brevet 2100682   et (en) Brevet U.S. 3933795.
Une synthèse alternative intéressante de l'azlocilline implique l'activation de l'analogue de la phénylglycine substituée 1 avec du chlorure de 1,3-diméthyl-2-chloro-1-imidazolinium 2, puis une condensation avec du 6-APA, : 

## Pharmacologie
En se liant à des protéines de liaison à la pénicilline (PBP) spécifiquement situées à l'intérieur de la paroi cellulaire bactérienne, l'azlocilline inhibe le troisième et dernier stade de la synthèse de la paroi cellulaire bactérienne en bloquant ainsi la réticulation des peptidoglycanes, qui sont des composants essentiels de la paroi cellulaire bactérienne. La lyse cellulaire est ensuite médiée par des enzymes autolytiques de la paroi cellulaire bactérienne telles que les autolysines. Il est possible que l'azlocilline interfère avec un inhibiteur de l'autolysine.